# Victoria (Grenade)
Pour les articles homonymes, voir Victoria.
Victoria une ville de la Grenade, chef-lieu de Saint Mark. La population de Victoria est estimée a 2 256 habitants en 2013.